# Jaap de Hoop Scheffer
Jaap de Hoop Scheffer (all'anagrafe Jakob Gijsbert de Hoop Scheffer) (Amsterdam, 3 aprile 1948) è un politico olandese.
Dal gennaio 2004 al luglio 2009 è stato segretario generale della NATO.

## Formazione e carriera professionale
De Hoop Scheffer ha studiato giurisprudenza all'Università di Leida.
Assolto il servizio militare nell'aeronautica, della quale è un ufficiale della riserva, ha lavorato per il ministero degli Affari esteri dal 1976 al 1986.
In questa veste, trascorse i primi due anni presso l'ambasciata olandese in Ghana.
Successivamente, ha prestato servizio per la delegazione olandese al Quartier generale della NATO a Bruxelles fino al 1980.

## Carriera politica

### Da liberale dei D'66 a democristiano del CDA
Nonostante facesse già parte del partito Democratici 66, divenne membro dell'Appello Cristiano Democratico nel 1982.
Alle elezioni del 1986, venne eletto alla Eerste Kamer (camera alta del Parlamento), svolgendo la funzione di oratore sui temi di politica estera per il suo partito.
Tra il 1997 e il 2001, è stato presidente del gruppo CDA nella Eerste Kamer, mentre il partito si trovava all'opposizione. Il ricoprire tale carica faceva di lui il capo del partito.

### La contrastata guida dei cristiano-democratici
Al momento della presentazione delle candidature alle elezioni del 2002 il suo ruolo di capo del partito divenne contrastato.
Dopo una lotta interna con il presidente del partito Van Rij, De Hoop Scheffer si dimise da leader.
Gli successe Jan Peter Balkenende, acquisendo il posto di capolista del CDA alle elezioni del 15 maggio 2002.

### Ministro degli affari esteri
Le elezioni del 2002 vennero vinte dal CDA, che acquisì il diritto di esprimere il capo e i posti-chiave del governo.
Il nuovo primo ministro Balkenende designò De Hoop Scheffer alla carica di ministro degli Affari esteri per la breve durata del suo primo governo, confermandolo anche nel secondo, costituito dopo le elezioni del 22 gennaio 2003.

### Una politica "atlantista"
Nel 2003, la politica estera dei Paesi Bassi, che fu in larga parte determinata da De Hoop Scheffer e Balkenende, fu caratterizzata dalla loro approvazione dell'Operazione Libertà Irachena, nonostante la formula adottata (appoggio "politico" ma non "militare") presentasse un carattere ambivalente.
Nel 2003, in qualità di ministro degli Esteri olandese, Jaap de Hoop Scheffer fu il presidente di turno dell'Organizzazione per la sicurezza e la cooperazione in Europa.

## Segretario generale della NATO
De Hoop Scheffer è stato dal 5 gennaio 2004 al 31 luglio 2009 l'undicesimo segretario generale della NATO, succedendo a Lord Robertson, che occupava la carica dal 1999. Il suo vice era l'ambasciatore italiano Claudio Bisogniero.